# Farzaneh Kaboli

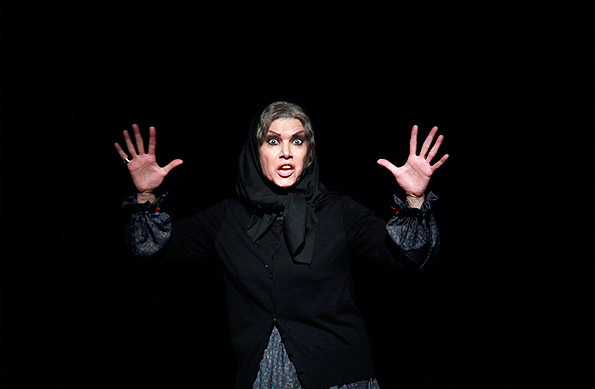
Farzaneh Kaboli (2014) in einer Performance

Farzaneh Kaboli (persisch فرزانه کابلی‎; * 1949 in Teheran) ist eine iranische Tänzerin, Choreografin und Schauspielerin.

## Leben
Farzaneh Kaboli wurde 1949 in Teheran geboren. Ihre Eltern waren Musiker und ihr Onkel war Theaterpionier und Dozent an der Schauspielschule in Teheran. Nach einer Ballettausbildung in der iranischen Ballettakademie bildete sie sich von 1971 bis 1979 als Solo-Tänzerin und Leiterin der iranischen folklorischen Tanzgruppe in Teheran weiter. Sie studierte unter anderem bei Hayedeh Ahmadzadeh (Prima Ballerina im Iran) und Robert de Warren und seiner Frau Jacqueline in der Akademie der Nationalfolklore in Teheran. Nach verschiedenen Engagements als Solotänzerin und Leiterin hat sie bislang viele Tänze choreografiert, die sie jeweils selber tanzt. Wegen ihrer Tanzaktivitäten wurde sie nach der Revolution 1979 zweimal inhaftiert. Seit über 30 Jahren spielt sie auch in vielen Fernsehserien und Kinofilmen.

## Werkverzeichnis
Aktivitäten vor der Revolution 1979, ausgewählte Aufführungen als Tänzerin in der nationalen Iranischen Folkloretanz und -musikgruppe
- 1967 Internationale Messe in Montreal, Kanada
- Rudaki Hall, Krönung der Majestäten, Teheran
- 1968 Auftritte in der UdSSR und Afghanistan anlässlich des Geburtstages von Zahir Shah, Tunesien (Theater im Karthago-Palast)
- 1969 Marokko anlässlich des Geburtstags von Hassan Shah, zweite Reise in die UdSSR und in den Ostblock
- 1970 Eine Tour durch Pakistan, anlässlich einer Einladung von General Yahya Khan, Internationale Expo in Osaka (Expo 70), Japan, Volksfestival, Türkei
- 1971 Die 2500-Jahresfeier der iranischen Monarchie
- 1972 Sadler’s Wells Theater, London
- 1974–1977 Verschiedene Regionaltänze in Rudaki Hall und im Golestan-Palast, Teheran
- 1976 Auftritt im Kennedy Center, Washington

Tanz in der Oper
- 1975 Tanz mit Robert de Warren, in der Oper Carmen, Rudaki Hall in Teheran,  und San Francisco

Aktivitäten nach der Revolution 1979, Eigene Choreografien für das Theater
- 2012 Mumie (Persisch: Mumia)
- 2010 Wasserdieb (Persisch: Dozd e ab)
- 2007 Untergang von Saqakhune(Persisch: Payin gozar e saqakhune)
- 2005 Zeit der Verrücktheit, Leben von Molana und Shams(Nobat e divanegi, Zendegiye Molana va Shams)
- 2002–2003 Fürst der Liebe (Persisch: Mir e eshgh)
- 2000 In der Nacht, auf nasser Kopfsteinpflaster (Persisch: Shab ruye sangfarsh e khis)
- 1998 Amiz qalamdun
- 1994 Tabor Spieler (Persisch: Tanbur navaz)
- 1984 Prinz und Bettler (Persisch: Shahzadeh va geda)

Eigene Choreografien für den Film
- 2005 Legende der blauen Stadt (Persisch: Afsane ye shahr e lajevardi)
- 1996 Tale‘ e Sa’d
- 1996 Die fremde Schwester (Persisch: Khaharan e qarib)
- 1995 Symphonie von Teheran (Persisch: Samfoniy e Tehran)

Tanztheater
- 2004 Amin, die folklorischen iranischen Tänze, Vahdat Hall, Teheran
- 2002 Phönix (Persisch: Simorq), Vahdat Hall, Teheran
- 2001 Das Epos der Steinrevolution (Persisch: Hamase ye Enghelab e sang), Vahdat Hall, Teheran

Tanz und Musik
- 2010 Konzert von Fereydun, Milad Turm, Teheran
- 2007–2010 Anlässlich der Theater Woche, verschiedene Tanzaufführungen wie folklorische und zeitgenössische Tänze, Haus der Künstler, Teheran
- 2006 Choreographie der Eröffnung des vierten Frauensportwettbewerbes der islamischen Länder in Teheran mit 100 Tänzern, Enqelab Stadion, Teheran

Internationale Aufführungen (nach der Revolution 1979)
- 2012 Tour durch Italien (Rom, Florenz, Venedig, Mailand, Bologna, Pordenone)
- 2008 This dance I wish, Raqsi chonin, Isabel Bader Theater, Toronto, Kanada